# Отворено друштво
Отворено друштво (фр. société ouverte) је термин настао у социјално-психолошкој теорији развојем идеје грађанске демократије. То подразумева рационално уређење друштвених односа, развој институција и продуктивно ангажовање људи, уз одговарајуће толерантне односе на бази поштовања личности и њихових вредности. Отворено друштво представља идеал либерално демократског друштва у коме је власт одговорна и толерантна, а политички механизми транспарентни и флексибилни. Држава не скрива информације од грађана и промовише људска права и слободе, као основу отвореног друштва. Подразумева се активна партиципација грађана кроз пуно остварење грађанског друштва и невладиног сектора.
Овај термин је сковао француски филозоф Анри Бергсон 1932. године и описује динамички систем склон моралном универзализму. Бергсон је супротставио отворено друштво ономе што је назвао затвореним друштвом, затвореним системом закона, морала или религије. Бергсон сугерише да би, ако би нестали сви трагови цивилизације, инстинкти затвореног друштва за укључивање или искључивање других остали.
Идеју отвореног друштва даље је развио током Другог светског рата британски филозоф Карл Попер, рођен у Аустрији. Попер га је видео као део историјског континуума који сеже од органског, племенског или затвореног друштва, преко отвореног друштва (обележеног критичким ставом према традицији) до апстрактног или деперсонализованог друштва коме недостају све интеракције лицем у лице.

## Историја
Попер је сматрао да су класични Грци иницирали спору транзицију од трибализма ка отвореном друштву, и да су се по први пут суочили са оптерећењем наметнутим мање личним групним односима који су тиме захтевани.
Док трибалистичка и колективистичка друштва не праве разлику између природних закона и друштвених обичаја, тако да је мало вероватно да ће појединци оспорити традиције за које верују да имају свету или магијску основу, почеци отвореног друштва обележени су разликом између природних и људских створених закона, и повећањем личне одговорности и одговорности за моралне изборе (што није неспојиво са верским уверењем).
Попер је тврдио да се идеје индивидуалности, критике и хуманитарности не могу потиснути када их људи постану свесни, те да је стога немогуће вратити се у затворено друштво, али је у исто време препознао континуирану емоционалну привлачност онога што је назвао „изгубљеним групним духом трибализма”, као што се манифестовало на пример у тоталитаризмима 20. века.
Док је период од Поперове студије несумњиво обележен ширењем отвореног друштва, то се мање може приписати Поперовом заговарању, а више улози економског напретка касне модерне. Индустријска друштва заснована на расту захтевају писменост, анонимност и друштвену мобилност од својих чланова — елементе који су некомпатибилни са већином понашања заснованим на традицији, али захтевају све ширу распрострањеност апстрактних друштвених односа које је Георг Симел видео као карактеристику метрополитског менталног става.

## Дефиниција
Карл Попер је дефинисао отворено друштво као оно „у коме је појединац суочен са личним одлукама“ за разлику од „магијског или племенског или колективистичког друштва“. Сматрао је да само демократија обезбеђује институционални механизам за реформу и промену руководства без потребе за крвопролићем, револуцијом или државним ударом.
Савремени заговорници отвореног друштва сугеришу да друштво не би крило никакве тајне од себе у јавном смислу, јер се свима поверава знање свих. За политичке слободе и људска права се тврди да су темељ отвореног друштва.

## Критичко знање
Поперов концепт отвореног друштва је пре епистемолошки него политички. Када је Попер писао Отворено друштво и његови непријатељи, веровао је да друштвене науке нису успеле да схвате значај и природу фашизма и комунизма, јер су се те науке заснивале на ономе што је он сматрао погрешном епистемологијом. Тоталитаризам је натерао знање да постане политичко што је онемогућило критичко мишљење и довело до уништења знања у тоталитарним земљама.
Поперова теорија да је знање провизионо и да погрешиво имплицира да друштво мора бити отворено за алтернативна гледишта. Отворено друштво је повезано са културним и верским плурализмом; увек је отворен за усавршавање јер знање никада није завршено, већ је увек у току: „ако желимо да останемо људи, онда постоји само један пут, пут у отворено друштво... у непознато, неизвесно и несигурно“.
У затвореном друштву тврдње о одређеним сазнањима и коначној истини доводе до покушаја наметања једне верзије стварности. Такво друштво је затворено за слободу мисли. Насупрот томе, у отвореном друштву сваки грађанин треба да се укључи у критичко размишљање, што захтева слободу мишљења и изражавања и културне и правне институције које то могу олакшати.

## Даље карактеристике
Хуманитарност, једнакост и политичка слобода идеално су основне карактеристике отвореног друштва. Ово је препознао Перикле, државник атинске демократије, у својој похвалној погребној речи: „напредак у јавном животу губи на репутацију због капацитета, класни обзири не смеју да утичу на заслуге; нити опет сиромаштво спречава напредак, ако човек је способан да служи држави, не смета му нејасноћа његовог стања. Слобода коју уживамо у нашој власти протеже се и на наш обичан живот."
Међутим, могуће је да су несугласице између традиционалног друштва и новог, отворенијег простора полиса у настајању најпотпуније обележиле класичну Атину, и Попер је био веома свестан континуиране емоционалне привлачности онога што је назвао „холизмом... чежња за изгубљеним јединством племенског живота“ у савременом свету.

## Упозорења
Инвеститор и филантроп Џорџ Сорош, који је сам себе назвао следбеником Карла Попера, је тврдио да софистицирана употреба моћних техника суптилне обмане позајмљених од модерног оглашавања и когнитивне науке од стране конзервативних политичких оперативаца као што су Френк Лунц и Карл Роув доводи у сумњу Поперово гледиште на отворено друштво. Пошто се перцепцијом стварности бирачког тела лако може манипулисати, демократски политички дискурс не води нужно ка бољем разумевању стварности. Сорош тврди да је, поред потребе за поделом власти, слободом говора и слободним изборима, императив експлицитна посвећеност трагању за истином. „Политичари ће поштовати стварност уместо да је манипулишу само ако је јавности стало до истине и кажњава политичаре када их ухвати у намерној обмани.“
Попер, међутим, отворено друштво није поистоветио ни са демократијом, ни са капитализмом, ни са лесе фер економијом, већ пре са критичким ставом појединца, суоченог са заједничким групним мишљењем било које врсте. Важан аспект Поперовог размишљања је идеја да се истина може изгубити. Критички став не значи да је истина пронађена.